# Кораблинов, Владимир Александрович
Влади́мир Алекса́ндрович Кораблино́в (18 [31] июля 1906, Углянец, Верхнехавский район — 24 марта 1989, Воронеж, СССР) — русский советский писатель, поэт и драматург, художник-график.

## Биография
Родился в семье священника. С 1919 года учился в Воронежских художественных мастерских; брал уроки у А. А. Бучкури.
В 1920-х годах познакомился с А. П. Платоновым, А. Новиковым, Б. А. Пильняком, В. В. Маяковским (в 1926 году).
В 1931 году был арестован по «делу краеведов» и выслан в Мариинск. По возвращении в Воронеж работал газетным художником, книжным оформителем. С 1939 года — художник в клубе Борисоглебской авиашколы. В годы войны выпускал сатирический еженедельник «Таран».
В 1946—1950 годах жил на станции Графская ЮВЖД. С 1950 года — в Воронеже, художник в редакции газет «Коммуна», «Молодой коммунар».
С 1956 года — член Союза писателей СССР.
В 1980-х годах стал слепнуть, не мог читать и писать.
Похоронен в Воронеже на Юго-Западном кладбище.

## Творчество
С 1923 года печатался в периодических изданиях.
В 1958 году в Воронежском АТД имени А. В. Кольцова поставлена пьеса В. А. Кораблинова «Алексей Кольцов». В 1959 году по его же сценарию был снят фильм «Песня о Кольцове» (режиссёр В. И. Герасимов).
- «Воронежская поэма»; романы
- «Жизнь Кольцова» (1956)
- «Жизнь Никитина» (1974)
- дилогия «Бардадым — король чёрной масти» (1966) и «Волки» (1967) (в соавторстве с Ю. Д. Гончаровым)

Воронежские повести
- «Казак Герасим Кривуша»
- «Воронежские корабли»
- «Горы Чижовские»
- «Алые всадники»
- «Азорские острова»

## Награды
- орден Трудового Красного Знамени (30.07.1976)
- орден Дружбы народов (30.07.1986)
- медали

## Память

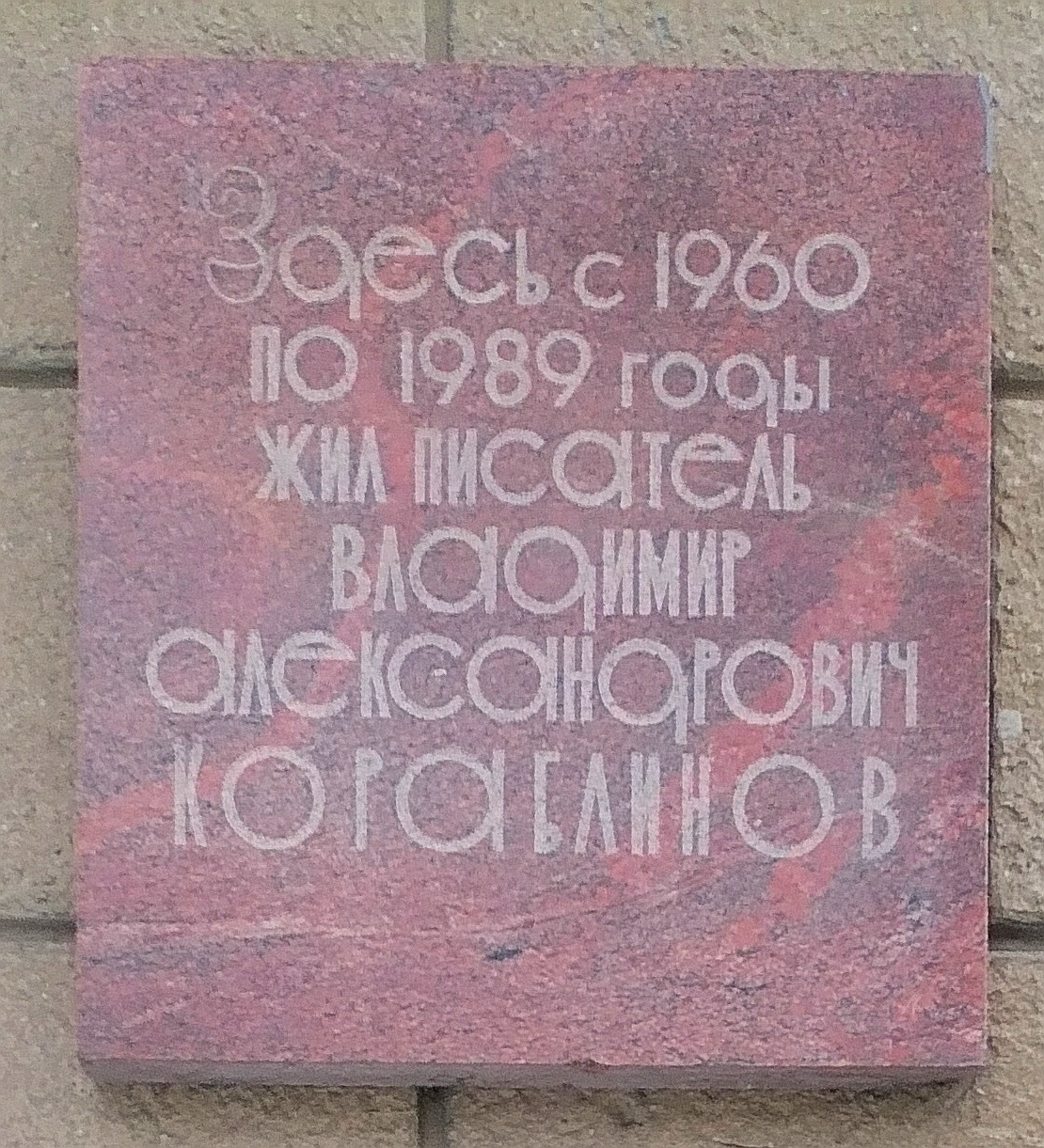
Воронеж, у. Комиссаржевской, д. 6

Имя писателя носят улица и библиотека № 8 в Воронеже, улица в Углянце.
В Воронеже на доме, где жил писатель долгие годы (улица Комиссаржевской, 16), установлена мемориальная доска (скульптор А. В. Мельниченко, архитектор В. Г. Фролова).